# FIFA 16
FIFA 16 – komputerowa gra sportowa podejmująca tematykę piłki nożnej, stworzona przez studio EA Sports. Jest to dwudziesta trzecia część piłkarskiej serii FIFA. Grę wydano 22 września 2015 roku w Ameryce. W Europie premiera odbyła się dwa dni później, 24 września. Ambasadorem gry w Polsce został napastnik Ajaxu Amsterdam, Arkadiusz Milik i to jego twarz widnieje obok wizerunku Lionela Messiego na okładce produktu w tym kraju.

## Rozgrywka
FIFA 16 jest komputerową grą sportową o tematyce piłki nożnej. Gra doczekała się kilku usprawnień i nowości w porównaniu z poprzednią grą z serii FIFA. Pierwszy raz w serii gracz może sterować kobiecą drużyną (obecnych jest 12 drużyn narodowych kobiet). Twórcy gry poprawili systemy: defensywy, podań oraz ten premiujący szybką grę i kontrataki. W FIFA 16 wzbogacono także moduł dryblingu o triki bez posiadania piłki, zaimplementowano możliwość przerwania wślizgu, a także poczyniono poprawki w systemie wykonywania strzałów i dośrodkowań. Dodano także wirtualnego trenera, który wyświetla wskazówki dla początkujących graczy.
FIFA 16 w polskiej wersji językowej otrzymała nowy, usprawniony komentarz z udziałem Dariusza Szpakowskiego oraz debiutującego w tej roli Jacka Laskowskiego.
W grze udostępniono 50 licencjonowanych (w tym komplet dla angielskiej Premier League) oraz 28 fikcyjnych obiektów.

### Tryb kariery
W FIFA 16 rozbudowano tryb kariery. W tej odsłonie gracz może wziąć udział w turniejach przedsezonowych. Odbywają się one w Europie, Ameryce Południowej, Ameryce Północnej oraz Azji. Wprowadzono także indywidualne treningi dla wybranych zawodników, aby podnosić ich umiejętności. Dodatkowo komentatorzy nawiązują do poczynań Polaków w grze na przestrzeni całego sezonu odnośnie m.in. do wyników, formy piłkarzy czy dokonanych transferów. Nowością są także raporty skautów dostępne przez cały sezon, a nie jak miało to miejsce w poprzedniej odsłonie serii, tylko kwartał, możliwość kontraktowania wolnych zawodników także poza oknem transferowym czy dowolna liczba zmian podczas meczów towarzyskich.

## Odbiór
FIFA 16 zdobyła nagrodę Game Critics Awards w kategorii Best Sports Game. Nagroda została przyznana po targach gier komputerowych E3 2015 w Los Angeles.